# Mann und Frau im Essigkrug

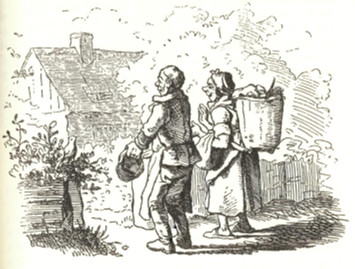
Holzschnitt, Ludwig Richter

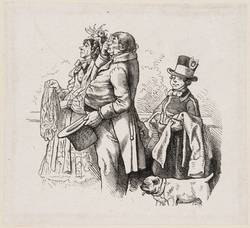
Holzschnitt, Ludwig Richter

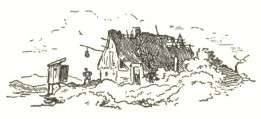
Holzschnitt, Ludwig Richter

Mann und Frau im Essigkrug ist ein Märchen (AaTh 555). Es steht in Ludwig Bechsteins Deutsches Märchenbuch an Stelle 55 (1845 Nr. 42) und stammt aus August Stöbers Elsässisches Volksbüchlein von 1842 (Nr. 244: Mann und Frau im Essigkrug).

## Inhalt
Ein Ehepaar streitet, warum sie so lange im Essigkrug leben. Ein goldenes Vögelchen lässt sie heraus, gibt ihnen Haus und Garten, und einen Spruch, wie sie es rufen können: „Goldvögelein im Sonnenstrahl! / Goldvögelein im Demantsaal! / Goldvögelein überall!“ Bald sind sie unzufrieden, wollen Bauern sein, dann Städter, dann Edelleute, schließlich Königspaar. Das Vögelchen erfüllt ihnen alles, merkt aber, sie sind nie zufrieden. Als die Frau Gott sein will, kommt ein schwarzer Vogel und schickt sie für immer zurück in den Essigkrug.

## Herkunft
Das Vögelchen blinzelt immer nur, des schwarzen Vogels Augen funkeln, rollen wie Feuerräder. Der Text sei „eine Lehre für solche, die nie genug bekommen können.“ Bechstein übertrug ihn aus Stöbers Elsässisches Volksbüchlein ins Hochdeutsche. Der Essigkrug passt zur sauertöpfischen Gesinnung der zwei und ergibt gleich einen unernsten – oder gesucht volkspoetischen Ton. Man könnte ihn, über darin vergorene Äpfel, gar mit dem Sündenfall verbinden. Ernst gemeint ist die Moral mit Engels- und Höllenvogel. Vorbild scheint Runges Vom Fischer und seiner Frau, zum Frauenfeindlichen vgl. auch Bechsteins Vom Zornbraten.
Bechstein übertrug Stöbers elsässische Mundart ins Hochdeutsche. Er knüpfte 1845 eine Lehre an, die er 1853 wegließ und sich wieder mehr an die Vorlage hielt.

## Theater
Das Märchen wurde als Oper von Joachim-Dietrich Link und Herta Greeff aufgeführt, die 1956 im Fernsehen gezeigt wurde, und zudem als Puppenspiel.